# Mona Cheeta
Cheeta o Cheetah (en català Xita) és el nom d'un personatge ximpanzé que apareix en nombroses pel·lícules de Tarzan entre els anys 1930-60, així com en la sèrie de televisió basada en ell els anys 1966-68, acompanyant el personatge protagonista. El paper de Cheeta dona unes notes d'humor al relat i ajuda Tarzan a comunicar-se amb els seus aliats. Cheeta no apareix en els llibres originals d'Edgar Rice Burroughs sobre Tarzan, va ser un personatge introduït pels films.
El personatge de Cheeta ha estat interpretat per diversos actors al llarg del temps, la major part dels quals ximpanzés mascles. Alguns d'aquests també han estat coneguts amb el nom o el sobrenom de Cheeta.

## Filmografia
Un dels ximpanzés que apareix com a Cheeta a les pel·lícules de Tarzan protagonitzades per Johnny Weissmuller als anys 1930 es deia Jiggs, i va morir l'any 1938.
L'any 2011 va morir un ximpanzé conegut com a Cheeta i del qual s'havia afirmat que era el Cheeta original, per bé que l'any 2008 es va saber que aquesta informació era falsa, ja que probablement havia nascut cap a l'any 1960.

## Fundació C.H.E.E.T.A.
L'any 1991 Dan Westfall va crear la fundació C.H.E.E.T.A, sigles de "Creative Habitats and Enrichment for Endangered and Threatened Apes", dedicada a la cura de simis retirats que s'han dedicat al negoci de l'espectacle.